# Diosaccus abyssi
Diosaccus abyssi is een eenoogkreeftjessoort uit de familie van de Miraciidae. De wetenschappelijke naam van de soort werd voor het eerst geldig gepubliceerd in 1873 door Boeck.